# Collegio uninominale Sicilia - 09
Il collegio elettorale uninominale Sicilia - 09 è stato un collegio elettorale uninominale della Repubblica Italiana per l'elezione del Senato tra il 2017 ed il 2022.

## Territorio
Come previsto dalla legge elettorale italiana del 2017, il collegio era stato definito tramite decreto legislativo all'interno della circoscrizione Sicilia.
Era formato dal territorio di tutta la provincia di Ragusa e dai comuni di Augusta, Avola, Buscemi, Canicattini Bagni, Carlentini, Cassaro, Floridia, Melilli, Noto, Pachino, Palazzolo Acreide, Portopalo di Capo Passero, Priolo Gargallo, Rosolini, Siracusa, Solarino e Sortino nella provincia di Siracusa.
Il collegio era parte del collegio plurinominale Sicilia - 02.

## Eletti
| Elezione | Elezione | Senatore        | Partito            |
| -------- | -------- | --------------- | ------------------ |
|          | 2018     | Giuseppe Pisani | Movimento 5 Stelle |

## Dati elettorali

### XVIII legislatura
Come previsto dalla legge elettorale, 116 senatori erano eletti con sistema a maggioranza relativa in altrettanti collegi uninominali a turno unico.
| Candidati              | Candidati                 | Voti    | %     | Liste                                | Voti    | %     |
| ---------------------- | ------------------------- | ------- | ----- | ------------------------------------ | ------- | ----- |
|                        | Giuseppe Pisani ✔️ Eletto | 161 799 | 53,86 | Movimento 5 Stelle                   | 161 799 | 53,86 |
|                        | Mariella Muti             | 81 952  | 27,28 | Forza Italia                         | 53 450  | 17,79 |
| Lega                   | Mariella Muti             | 81 952  | 27,28 | 15 963                               | 5,31    |       |
| Fratelli d'Italia      | Mariella Muti             | 81 952  | 27,28 | 9 975                                | 3,32    |       |
| Noi con l'Italia - UDC | Mariella Muti             | 81 952  | 27,28 | 2 564                                | 0,85    |       |
|                        | Maria Alessandra Furnari  | 40 509  | 13,48 | Partito Democratico                  | 35 097  | 11,68 |
| +Europa                | Maria Alessandra Furnari  | 40 509  | 13,48 | 2 889                                | 0,96    |       |
| Civica Popolare        | Maria Alessandra Furnari  | 40 509  | 13,48 | 1 715                                | 0,57    |       |
| Italia Europa Insieme  | Maria Alessandra Furnari  | 40 509  | 13,48 | 808                                  | 0,27    |       |
|                        | Franca Antoci             | 8 060   | 2,68  | Liberi e Uguali                      | 8 060   | 2,68  |
|                        | Giovanna Arminio          | 2 370   | 0,79  | Il Popolo della Famiglia             | 2 370   | 0,79  |
|                        | Maria Borgia              | 1 766   | 0,59  | CasaPound                            | 1 766   | 0,59  |
|                        | Giovanna Giovannini       | 1 469   | 0,49  | Potere al Popolo!                    | 1 469   | 0,49  |
|                        | Domenico Mizzi            | 1 457   | 0,48  | Italia agli Italiani                 | 1 457   | 0,48  |
|                        | Amalia Morso              | 455     | 0,15  | Partito Valore Umano                 | 455     | 0,15  |
|                        | Giovanni Corallo          | 349     | 0,12  | Lista del Popolo per la Costituzione | 349     | 0,12  |
|                        | Daniela La Posata         | 238     | 0,08  | PRI - ALA                            | 238     | 0,08  |
| Totale                 | Totale                    | 300 424 | 100   |                                      | 300 424 | 100   |
|                        |                           |         |       |                                      |         |       |
| Voti non validi        | Voti non validi           | 9 944   | 3,20  |                                      |         |       |
| Votanti                | Votanti                   | 310 368 | 64,67 |                                      |         |       |
| Elettori               | Elettori                  | 479 907 |       |                                      |         |       |